# Proto-Wu
Il proto-Wu, detto anche Wu Comune (Common Wu) è una proto-lingua da cui discendono tutti i dialetti Wu, tra cui lo shanghainese e suzhounese, parlati rispettivamente a Shanghai e Suzhou. Il proto-Wu si è poi scisso in proto-Wu settentrionale e proto-Wu meridionale. Questa scissione precede la prima macro-varietà dialettale Wu nota, l'antico Jiangdong (Gu Jiangdong Fangyan, 古江東方言), parlato già durante il periodo dei Tre Regni (220-280); essa, per esempio, era parlata a Jiankang (l'odierna Nanchino) durante la crisi della dinastia Jin dopo la caduta di Luoyang nel 311. Tuttavia, non è stata ancora proposta una datazione e cronologia precisa del proto-Wu e delle due varietà che vi discendono.
Lo shanghainese è un dialetto conservativo, ragion per cui viene usato insieme alle attestazioni antiche del cantonese, a quelle dei dialetti Hakka e ai dialetti Minnan per ricostruire il primo cinese medio.
Il proto-Wu non ha una propria sigla, ma se si ottiene per parallelismo con quella del proto-Min (pMin), si ottiene "pWu". Una sigla per indicare l'antico Jiangdong, per parallelismo con "OC, EMC, LMC", è "OJD".

## Storia e contesto linguistico

### Le origini e i due Stati di Wu
I primi cinesi di etnia Han arrivarono nell'area in cui è oggi sono parlati i dialetti Wu durante la dinastia Shang, cioè durante la Cina pre-imperiale; la dinastia Shang cadde nel 1066 a.C. L'area era già popolata dai Baiyue (百越), un popolo indigeno che probabilmente parlava una lingua austroasiatica (da cui derivano il cambogiano, laotiano e vietnamita) o una lingua Kra-Dai (da cui deriva il thailandese) detta antico Yue (Gu Yueyu 古越語); nonostante il nome, è totalmente scollegata dal proto-Yue. Nonostante i cinesi emigrati considerassero gli aborigeni come dei barbari, i cinesi Han e gli aborigeni entrarono in contatto linguistico, come dimostra un antichissimo substrato probabilmente Kra-Dai nei dialetti Wu. In quell'area, durante la dinastia Zhou, i cinesi Han fondarono lo Stato di Wu, da cui la futura famiglia dialettale prende il nome e in cui si sarebbe iniziato a sviluppare il pWu secoli dopo. In quell'area scorreva un fiume, il fiume Hù: questo fiume dà il nome dal dialetto shanghainese, detto anche "Huyu". In questa zona si trovavano poi due città importanti, Yongjia (oggi la contea in cui si trova Wenzhou) e Jiankang (l'odierna Nanchino).
Al tempo, nella Cina del periodo monarchico e pre-imperiale si parlava il cinese antico monarchico, attestato dal 1250 a.C. nelle ossa oracolari. A questa lingua, si aggiunge il Baiyue. Pertanto, nello Stato di Wu si parlava una varietà locale di cinese antico.
Con la fine della dinastia Zhou nel 770 a.C., sempre nel periodo del cinese antico, inizia un primo periodo di lotte tra feudi cinesi indipendenti, detto "Primavere e Autunni"; durante queste lotte, lo Stato di Wu venne conquistato dallo Stato di Yue nel 473 a.C.; il territorio di Wu continuò a preservare la propria lingua. Poco più di un secolo dopo, lo Stato di Yue nel 333 a.C. venne conquistato dallo Stato di Chu, che mutò radicalmente l'assetto linguistico siccome la fusione del cinese antico di Wu e di Chu gettò le basi della formazione del futuro antico Jiangdong, la prima varietà di Wu nota. In questo periodo pre-Jiangdong, durato non oltre 500 anni, potrebbe collocarsi il pWu.

### Il proto-Wu e la sua scissione
La Cina, nel 221 a.C., fu riunita dallo Stato di Qin sotto a un unico controllo imperiale, per cui venne fondato l'impero. L'effimera dinastia Qin venne susseguita dalla dinastia Han, sotto alla quale si separò il proto-Min dal cinese antico. La dinastia Han, dopo un breve intermezzo (dinastia Xin), tornò al potere con il nome di "dinastia Han orientale" e durò fino al suo crollo nel 220. Durante la dinastia Han orientale, intorno al 100, si estinse il Baiyue, di cui resta solo il substrato e qualche frammento registrato in opere cinesi.
Al tempo, nella Cina imperiale si parlava il cinese degli Han orientali; durante il cinese degli Han orientali o nel periodo linguistico successivo si sarebbe separato il proto-Yue e il paleo-Hakka (da cui derivano il proto-Hakka-She e dunque il proto-Hakka e proto-She). In questo lungo periodo, sono attestate le prime poesie provenienti dallo Stato di Wu (Wusheng Gequ 吴声歌曲) nello Yuefu Shiji 乐府诗集 di Guo Maoqing 郭茂倩 (1041-1099), vissuto durante il periodo Song. Questi canti Wu, datati in gran parte al periodo Han e Tang e in minima parte al periodo Qing, derivano dalla zona di Jianye 建业 prima che passasse ai dialetti del nord (forse il mandarino Jianghuai nella fase antica) a causa delle immigrazioni dal nord quando fu fondata l'antica contea di Qiaozhou (侨州郡县). Le poesie appartengono al genere Yuefu, sono di stile antiquato ed erano accompagnabili con strumenti; gli spartiti, che indicavano le note con i sinogrammi, sono andati perduti, ma i testi si sono conservati. Queste poesie indicano la seconda persona singolare "tu" con la sillaba 侬 nong2, un tratto in comune con i dialetti Min.
Storicamente, successivamente alla caduta della dinastia Han, si colloca un secondo periodo di guerre tra Stati indipendenti (il periodo dei Tre Regni), dal 220 al 280. In questo periodo, si rifonda lo Stato di Wu, detto Wu orientale per distinguerlo dall'omonimo Stato del periodo pre-imperiale. Non ci sono fonti storiche sufficienti a indicare che il pWu fosse già parlato in questo periodo, nonostante il periodo dal 333 a.C. al 220 d.C. sia un buon candidato siccome è un lungo periodo di 500 anni che precede l'antico Jiangdong.
Il proto-Wu si è poi suddiviso in due varietà: il proto-Wu settentrionale e il proto-Wu meridionale. Dal primo provengono i dialetti Taihu, cioè i dialetti Wu settentrionali (tra cui spiccano i dialetti di Shanghai, Suzhou e Shaoxing), mentre dal secondo provengono alcuni dialetti meridionali come il wenzhounese.

### L'antico Jiangdong (dopo il proto-Wu)
Al periodo dei Tre Regni, dal 280 segue un breve periodo di unificazione della Cina sotto l'effimera dinastia Jin occidentale, che sconfisse Wu orientale. La dinastia, di origine mongola, crolla nel 316 a seguito del disastro di Yongjia del 311 (in questo nome, "Yongjia" indica semplicemente un periodo storico); nasce dunque un nuovo periodo di divisione dopo un breve intermezzo di unificazione e, tra questi Stati nuovamente in guerra, si aggiunge la neonata dinastia Jin orientale, nata a seguito di una fuga del futuro imperatore Sima Rui nel sud della Cina a Jiankang (l'odierna Nanchino); il suo fedele alleato era il cugino, Wang Dao 王导 (276-339), che lo raggiunse a Jiankang. In quest'area nel sud della Cina, detta Jiangdong 江东 (Jiangxi, Zhejiang, Fujian, Anhui meridionale, Jiangsu), veniva parlato già intorno al 300 una macro-varietà dialettale di Wu locale, l'antico Jiangdong o "antico dialetto Jiangdong" (Gu Jiangdong Fangyan 古江東方言). L'antico Jiangdong preservava ancora il substrato Kra-Dai ed era nato antecedentemente al periodo della dinastia Jin occidentale, per cui esisteva almeno fin dall'inizio del periodo dei Tre regni (220), se non prima; era parlato presumibilmente fino all'inizio del periodo del primo cinese medio (420-907).  L'antico Jiangdong era parlato a Jiankang/Nanchino già durante la fuga dei Jin dopo il 311.
In alcune glosse a testi antichi scritte da Guo Pu (郭璞, 276-324) ci sono altre informazioni ancora sul Jiangdong insieme a un'altra varietà dialettale, il Jiangnan. Le glosse che parlano di queste varietà sono inserite nei commentari allo Erya, al Fangyan, ai Chu Ci, allo Shan Hai Jing e al Mu Tianzi Zhuan.
In questo periodo si colloca un aneddoto dello Shishuo Xinyu 世说新语 di Liu Yiqing (刘义庆, 403-444) che vede come protagonista proprio Wang Dao: in tale opera, viene citata per la seconda volta la "lingua Wu", termine tuttavia improprio perché si riferisce all'antico Jiangdong, si riporta che Wang Dao imparò l'antico Jiangdong e si narra che una persona venuta dal nord (Liu Changzhen 刘长真) non riuscì a capire l'accento di Wang Dao quando si parlarono, il che indica la specificità della lingua di Jiangdong rispetto alle parlate del nord. L'aneddoto è in parte databile: Sima Rui raggiunse Jiankang su consiglio di Wang Dao nel 307, mentre Wang Dao lo raggiunse e apparve in pubblico con Sima Rui nel marzo del 308. Il dialetto più prestigioso all'epoca era quello di Luoyang, una delle antiche capitali imperiali.
Nel commentario allo Shishuo Xinyu di Liu Xiaobiao 劉孝標 (462-521), viene citato come la parlata Jiangdong di Xie An (谢安, 320-385), citato nello Shishuo Xinyu, avesse delle caratteristiche peculiari intanto che intonava un canto composto da lui, l'Ode a Luosheng 洛生咏 che parlava di una piena: sporadicamente "aveva una malattia al naso, i suoni erano torbidi" (少有鼻疾，语音浊) e i discendenti per imitarlo "con la mano si turavano il naso e gemevano" (手掩鼻而吟焉). Questo stralcio dovrebbe indicare la sonorizzazione di alcuni suoni in passato sordi e la nasalizzazione di alcune vocali a seguito della caduta di una coda di sillaba nasale. Siccome il pWu riteneva tutte le code nasali a fine sillaba secondo la ricostruzione di Ballard (1969), questo fenomeno di apocope e nasalizzazione presente tuttora in alcuni dialetti Wu sarebbe attestato al periodo di Wang Dao e Xie An, dunque tra 308 e 385.

### Il post-Jiangdong
Il terzo periodo di instabilità durò fino al 589, anno in cui la dinastia Sui riuscì a riunificare la Cina sotto a un potere centrale imperiale per la seconda volta dai tempi della dinastia Qin; l'effimera dinastia Sui venne poi sostituita dalla dinastia Tang, sotto alla quale inizia il rinascimento cinese. Dal periodo che va dal 420 al 907, si parlava il primo cinese medio, registrato nel Qieyun (601) di Lu Fayan, un rimario che istituì uno standard di pronuncia letteraria attraverso un compromesso tra le varietà del nord e del sud. Nella prefazione del Qieyun, viene citata la parlata dello Stato di Wu, che viene indicata come "a volte troppo soffice e leggera". I dialetti Wu mostrano delle grandi somiglianze con il sistema del Qieyun e dunque del primo cinese medio, per cui già l'antico Jiangdong aveva un sistema fonetico molto simile a quello del primo cinese medio (420-907); una prima differenza presente era la nasalizzazione di alcune vocali.
La pronuncia del tempo nella corte di Jiankang (ovvero Nanchino) formò la pronuncia Go-on giapponese (呉音): come dice il nome, la pronuncia è quella dello Stato di Wu. Durante la dinastia Tang, avvenne la rivolta di An Lushan (755-763), che venne sedata. A causa del periodo di sommossa, avvenne una massiccia emigrazione nello Stato di Wu. Questa migrazione ha sancito la nascita di due macro-varietà geografiche (ma non linguistiche), i dialetti Wu settentrionali e i dialetti Wu meridionali.
Un dialetto Wu la cui peculiarità potrebbe chiarire degli aspetti del pWu è il wenzhounese, parlato a Wenzhou (l'antica contea di Yongjia, per cui viene anche detto "yongjianese"): ha in comune svariati tratti con i dialetti Min e dunque il proto-Min, che si è separato direttamente dal cinese antico durante il primo periodo Han e preserva molti vocaboli usati nel cinese classico; il rapporto tra il pWu e proto-Min deriva almeno in parte dal contatto linguistico nell'area di Wenzhou dei parlanti dei dialetti Wu con i parlanti dei dialetti Min, ormai già formati e maturi nelle loro fasi arcaiche, nel momento in cui i parlanti Min emigrarono a Wenzhou durante la rivolta di Wang Xi (王曦之乱) del 939. L'ipotesi alternativa ma non accettata all'unanimità è quella di una parentela tra il pWu e il proto-Min che potrebbe risalire al cinese antico. Secondo questa ipotesi, non accettata da Jerry Norman (che ricostruì il proto-Min), il pWu e il proto-Min derivano da una proto-lingua comune, un ipotetico proto-Wu-Min). Il tono crescente del wenzhounese finisce con uno stacco glottale, il che ricorda molto il cinese antico. Durante la sua storia, la regione di Wenzhou era isolata, per cui ha avuto contatti linguistici minori.
Delle informazioni dell'epoca sulla parlata Wu nell'area di Jiangdong provengono da due capitoli di una terza opera, i "Precetti familiari del Signor Yan" (Yan Shi Jiaxun 顏氏家訓), capitolo Yinci Pian (音辭篇) e Shuzheng (書證). L'opera è stata scritta da Yan Zhitang 顏之推 tra il 589 e il 600, durante la dinastia Sui e poco prima del Qieyun.

### Dialetti Wu dalla dinastia Song
Successivamente, durante la tarda dinastia Song e dunque durante il periodo del tardo cinese medio, è attestato il primo specifico dialetto Wu, il dialetto yongjianese (oggi noto come wenzhounese), una varietà di Oujiang Wu. L'attestazione sarebbe in un trattato di tecnica calligrafica in vari dialetti Wu tra cui wenzhounese, il Liu Shu Gu 六書故 di Dan Tong 戴侗 (1200-1285), scritto entro la fine del periodo Song (dunque entro il 1279 circa); l'opera contiene anche caratteri locali e dunque pronunce colloquiali, venne nascosta dall'autore per non essere pubblicata e venne ritrovata dal nipote e fatta stampare postuma nel 1320. Pertanto, entro il periodo Song, il pWu si era già frammentato in dialetti che erano sufficientemente maturi da scriverci un'opera di tecnica calligrafica. Intorno a questo periodo, è stata scritta "La storia di Xue Rengui che attraversa il mare e riappacifica Liao" (薛仁貴跨海征遼故事), la prima opera letteraria non tecnica pervenuta scritta in un dialetto Wu, il suzhounese. Siccome è scritto in un dialetto, è scritto in lingua vernacolare e non in lingua letteraria; il protagonista è un generale realmente esistito del periodo Tang che ha riportato numerose vittorie e il genere dell'opera è la "ballata-narrativa" (說晿詞話).
Sempre durante il periodo del tardo cinese medio, si registrò una seconda grande ondata migratoria di parlanti di dialetto mandarino (dunque settentrionale) in direzione di Lin'an (oggi Hangzhou) che apportò ai dialetti Wu un substrato letterario riconoscibile laddove la pronuncia oscilla tra una pronuncia regolare in base alle caratteristiche fonetiche di ogni singolo dialetto e una irregolare e più conservativa. Un esempio è il sinogramma 家 nel dialetto di Ningbo: la pronuncia letteraria, colta e conservativa è /ko53/ in linea con il primo cinese medio *kae, ma la pronuncia originale e vernacolare è /tɕia53/.
La pronuncia Tō-on (唐音), usata in giapponese durante il periodo Kamakura (1185–1333), nonostante il nome ingannevole e fuorviante appartiene al tardo periodo Song ed è un'altra parlata Wu proveniente dall'odierno Zhejiang.
Successivamente, a causa delle conquiste di Gengis Khan la dinastia Song cadde e salì al potere la dinastia Yuan, di origine mongola. Durante il khanato mongolo, era parlato il primo mandarino. Durante la dinastia Yuan, compaiono altri testi cinesi in dialetto Wu. Siccome non esisteva una lingua vernacolare unificata, gli autori letterari della regione in cui era parlato il dialetto Wu scrivevano nel proprio dialetto; rischiando di sacrificare la comprensibilità del testo scritto, potevano anche usare sinogrammi non appartenenti al corpus di sinogrammi standard del linguaggio letterario. Nel periodo Yuan, in particolare, si creano delle celebri ballate in prosimetro (misto di prosa e versi) accompagnate con un liuto cinese (la pipa) dette "tanci" (弹词) e le opere teatrali del filone "Nanxi" (南戏), scritte perlopiù in dialetto wenzhounese. All'epoca, il dialetto più prestigioso era quello di Suzhou, il suzhounese, con cui era stata scritta la "Storia di Xue Rengui". Nel tardo periodo Yuan è stato scritto il Nancun Chuojilu 南村輟耕錄 di Tao Zouyi 陶宗儀 (1322-1403), che illustra la pronuncia del dialetto Wu. L'opera, in cui Nancun è il soprannome realmente usato dell'autore, fu scritta mentre l'autore fuggì in campagna nell'attuale Dongjian (Shanghai) per evitare il caos durante il declino della dinastia Yuan nel 1348; durante questo periodo, in cui visse perlopiù in isolamento, lavorò come insegnante, praticò l'agricoltura (in cui c'è un riferimento nel titolo) e scrisse 580 aneddoti sulle foglie cadute per terra, che raccoglieva in un pentolone poi seppellito nel terreno sotto un albero. La carta infatti era molto costosa al tempo. Nell'arco di 10 anni, i pentoloni divennero 10. Intorno al 1358, Tao Zouyi e i suoi allievi diseppellirono i pentoloni, raccolsero tutte le foglie e compilarono dunque l'opera, che venne successivamente pubblicata. I numerosi aneddoti di svariati argomenti hanno un grande peso storico e tra essi si contano informazioni proprio sul sistema fonetico del dialetto Wu.
La produzione di opere in dialetto (e dunque in lingua vernacolare) continuò durante il periodo Ming, in cui si parlava il mandarino medio. Una celebre opera del periodo è lo Shange (山歌), i "Canti di montagna", una collezione di canzoni folk compilata da Feng Menglong (冯梦龙). Le canzoni folk dei primi 9 volumi sono in dialetto Wu. Altre opere interamente in dialetto Wu o con delle parti in Wu sono perlopiù raccolte di novelle e sono: il Sanyan (三言) di Feng Menglong (冯梦龙), il Mo Hanzhai Dingben Chuanqi (墨憨齋定本傳奇) che è una leggenda sempre di Feng Menglong, lo Erpai (二拍) di Ling Mengchu, lo Xingshiyan (型世言) di Lu Renlong (陸人龍), lo Huanshaji (浣紗記) di Liang Chenyu (梁辰魚), il Guzhang Juechen (鼓掌絕塵), il Doupeng Kuaihua (豆棚闲话), il Qing Zhoupu (清忠谱) di Li Yu (李玉) e infine il Bozhonglian (缽中蓮) di un autore anonimo. Il Sanyan in particolare è una raccolta di 3 volumi, ognuno con 40 novelle popolari al suo interno, per un totale di 120 novelle.
Al tardo periodo Ming risale il Gedi Xiangyin (各地鄉音, "Pronunce locali di varie aree"), un capitolo di un'opera più grande detta Wenqiji (問奇集). Il Gedi Xiangyin è una piccola opera di lessicografia di Zhang Wei (張位), nativo di Xinjian (新建) nel Jiangxi. L'opera indica le pronunce dialettali di alcuni sinogrammi. Tra i dialetti riportati, è presente il dialetto Wu. La lettura in dialetto Wu è indicata con la struttura "X為Y", con cui si intende "X si legge come Y" e si basa sul mandarino medio.
Durante la dinastia Qing, l'ultima dinastia imperiale in Cina, Shanghai conobbe uno sviluppo economico enorme che dura tuttora; a causa di questo importante peso economico, il dialetto Wu più prestigioso tuttora è lo shanghainese. Nel periodo Qing, si contano alcune opere in baihua (cinese vernacolare) scritte in dialetto Wu. Esse sono: Qingzhongpu (清忠譜), Doupeng xianhua (豆棚閒話), le opere kunqu nella raccolta Zhuibaiqiu (綴白裘) di Qian Decang (錢德蒼), lo Shenshi Sizhong (沈氏四種) ovvero una raccolta di 4 leggende di Shen Qifeng e svariati tanci risalenti al periodo Qing.
Ci sono poi 3 opere del periodo Kangxi (dinastia Qing) che trattano il dialetto Wu di Shaoxing: Yueyu Kenjinglu 越语肯綮录 ("Registro dei punti essenziali della lingua di Yue") di Mao Qiling (毛奇龄, 1623-1716) e scritto nel dialetto dello Zhejiang, 越言释 di Ru Dunhe (茹敦和, 1720-1791, cita il Guangyun) e 越谚 ("I detti di Yue") di Fan Yin (范寅) del 1878. Fan Yin, pur di raccogliere materiale, arrivava a chiamare i bambini dei villaggi vicini nel proprio studio per farsi cantare canzoni folk in dialetto e rimunerarli con dei dolci; altre volte, lasciava mezza giornata libera ai propri servi per farsi cantare canti in dialetto; la parte che riguarda specificatamente i suoni è il terzo capitolo, 音義, suddiviso in 10 parti (nonostante nella prefazione ne menzioni 8). Un esempio di pronuncia indicata è "大: “駝”,去聲" ovvero "dà si pronuncia tuò, tono discendente"; in altri esempi usa il sistema fanqie per indicare la pronuncia, fanqie che va letto in mandarino tardo-imperiale siccome l'opera è del periodo Qing. Un altro esempio è "疊, 突" ("die si pronuncia tu").
Nel tardo periodo Qing, vengono pubblicati dei romanzi/novel in dialetto Wu (吳語小說). Essi sono "Biografie in serie dei fiori sul mare" (海上花列傳, in wenyan ma con dialoghi in suzhounese) di Han Bangqing (韩邦庆) e tradotto in inglese da Eileen Chang, "La tartaruga a nove code" (九尾龜) di Zhang Chunfan (张春帆), lo Haitian Hongxue Ji (海天鴻雪記), "La volpe a nove code" (九尾狐), il Guanchang Xianxing Ji (官場現形記), lo Wuge Jiaji (吳哥甲集), lo He Dian (何典) e alcuni dialoghi in "Sogni magnifici a Shanghai" (海上繁華夢) di Sun Jiazhen (孫家振).
Nella metà Ottocento, è entrato nei dialetti Wu un substrato di lingue europee attraverso il porto di Shanghai, che è tuttora uno dei porti più grandi e movimentati al mondo. Un esempio è la parola 水門汀 "cement", pronunciata "sy-men-thin".

## Attestazioni antiche non cinesi
Il periodo Qing vide anche l'ingresso dei missionari in Cina, che studiarono le lingue vernacolari per riuscire a evangelizzare la popolazione. Lo studio del guanhua, cioè del cinese mandarino ufficiale, era insufficiente siccome la popolazione incolta parlava e capiva i dialetti. In questo periodo, si colloca dunque la produzione di molti dizionari e grammatiche dei dialetti cinesi, che fungono anche da fonti storiche in cui le forme arcaiche dei dialetti sono attestate da non-cinesi. Degli esempi sono la grammatica e il dizionario di cantonese del reverendo Robert Morrison (1815) e il vocabolario Hakka-inglese scritto e revisionato a più mani (1905). Queste opere di grammatica e lessicografia sono affiancate dalle prime traduzioni dei testi biblici nei dialetti cinesi: per esempio, nello stesso anno, James Summers ha pubblicato la traduzione dei 4 Vangeli e degli Atti degli Apostoli in shanghainese.
La prima opera non-cinese che attesta un dialetto Wu è "An English and Chinese Vocabulary in the Court Dialect" di Samuel Wells Williams, pubblicata nel 1844. L'opera, come indica il titolo, di base è un dizionario in mandarino medio, ma aggiunge anche dati del dialetto Ninbgo, di famiglia Wu. Inoltre, aggiunge anche pronunce in cantonese ottocentesco (un dialetto Yue), Teochew ottocentesco e Amoy Hokkien ottocentesco (due dialetti Minnan).
La seconda opera più antica è "A Grammar of Colloquial Chinese: As Exhibited in the Shanghai Dialect" di Joseph Edkins, pubblicata nel 1853 e ripubblicata nel 1868 con delle correzioni. La grammatica inizia con la presentazione della romanizzazione, della pronuncia, delle sillabe e con un confronto tra suoni del cinese mandarino e del dialetto di Shanghai.
Nello stesso anno, viene pubblicata la traduzione del vangelo secondo Giovanni in dialetto shanghainese di James Summers, professore al King's College di Londra. L'opera non contiene sinogrammi, contiene una spiegazione dell'ortografia e pronuncia e ha un vocabolario in fondo.
Successivamente, si colloca un frasario, "A Collection of Phrases in the Shanghai Dialect Systematically Arranged" di John Macgowan del 1862. I primi esempi sono tradotti in modo molto letterale presumibilmente per migliorare la comprensione della costruzione testuale. Ogni capitolo è preceduto da una presentazione di vocaboli e sinogrammi, ma manca la modulazione tonale.
La quarta opera è "A Vocabulary of the Shanghai Dialect" di Joseph Edkins, pubblicata nel 1869. L'opera è corredata da modulazione tonale e sinogrammi.
La quinta è "First lessons in Chinese" di Matthew Tyson Yates, pubblicata nel 1871, ripubblicata nel 1904 e seguita probabilmente da altre edizioni. L'opera è corredata da sinogrammi e modulazione tonale: il tono ascendente è un apostrofo prima della sillaba, mentre il tono discendente è un apostrofo dopo la sillaba. Inoltre, i radicali Kangxi vengono tradotti in shanghainese.
La sesta opera mostra un distacco temporale abbastanza notevole con la terza ed è "Sillabary of the Shanghai Vernacular", prodotto dalla Shanghai Christian Vernacular Society, un'associazione missionaria cristiana. Il sillabario venne stampato nel 1891. L'opera è corredata da sinogrammi e modulazione tonale indicata con dei pallini vuoti, inoltre ulteriori diacritici distinguono la pronuncia vernacolare/colloquiale dalla pronuncia letteraria.
La settima è "An English-Chinese Vocabulary of the Shanghai Dialect" sempre prodotto dalla Shanghai Christian Vernacular Society, stampato nel 1901 e ristampato nel 1913. Il vocabolario è stato prodotto per superare quello di Edkins, che la prefazione indica come troppo limitato. La modulazione tonale è indicata nuovamente con un pallino vuoto a sinistra o a destra di ogni romanizzazione di carattere.
L'ottava è "Lessons in the Shanghai Dialect" del missionario Francis Lister Hawks Pott, che ha avuto almeno sei edizioni: 1901, 1907, 1909, 1913, 1924 e 1941. Il libro è anche stato tradotto in francese da A. Bourgeois e stampato più volte (1922, 1934); il titolo è "Leçons sur le dialecte de Chang-hai" e si accompagna a un'altra traduzione, "Grammaire du dialect de Changhai" stampata nel 19041. Le edizioni dell'opera di Pott dal 1907 al 1924 contengono 30 lezioni in totale; l'edizione del 1924 riporta correzioni di modulazioni tonali e errori tipografici e sostituisce termini diventati obsoleti con termini nuovi, il che è forse indice di un'evoluzione nello shanghainese ottocentesco. Il libro è corredato da modulazione tonale indicata con i cerchi vuoti, di sinogrammi e di un vocabolarietto finale.
La nona è "Shanghai dialect exercises: in Romanized and character with key to pronunciation and English index" del reverendo David Herbert Davis, pubblicata nel 1910.
La decima è "Conversational exercises in the Shanghai Dialect" (滬語開路) di Frank Joseph Rawlinson e del reverendo Jay William Crofoot, pubblicata nel 1915. Questo libro è stato usato per revisionare "Lessons in the Shanghai Dialect" per l'edizione del 1924.
A margine, nel 1894 si registra la stampa della traduzione dei 4 Vangeli e degli Atti degli Apostoli nel dialetto di Wenzhou ("The four Gospels and Acts, in Wenchow") effettuata da William Edward Soothill. L'opera è sprovvista di sinogrammi e di vocabolarietto finale ma presenta la modulazione tonale. la comprensione è aiutata se si conosce a monte un dialetto Wu (incluso lo stesso wenzhounese) o se la lettura si affianca a una versione già tradotta in una lingua conosciuta di queste opere.

## Fonti per la ricostruzione

### Introduzione
La prima fonte per ricostruire il pWu è l'insieme di tutti i dialetti viventi Wu. Qualora siano disponibili, si usano le prime attestazioni, siccome conservano informazioni sulla pronuncia e sulla grammatica antiche. In particolare, svariate opere sono state prodotte da non-cinesi, in particolare studiosi e missionari cristiani presenti in area Wu per evangelizzare la popolazione. Le prime attestazioni da parte di non-cinesi riguardano lo shanghainese, che è il dialetto Wu più prestigioso insieme al Suzhounese. Altrimenti, si usano i dizionari contemporanei (sia cartacei che online) o paper scientifici che documentano il dialetto tramite ricerche sul campo.
Dopodiché, vengono le opere cinesi che trattano le varietà antiche di Wu siccome offrono informazioni relative a una fase ancora più arcaica rispetto alle grammatiche e dizionari del tardo periodo Qing. Riguardo alle opere cinesi, l'opera più antica che parla esplicitamente di pronuncia dialettale antica è il Gedi Xiangyin (各地鄉音), ovvero il capitolo del Wenqiji (問奇集) di Zhang Wei (張位) che riporta alcune pronunce dialettali Wu durante il periodo Ming. A essa, si aggiungono le informazioni sulla macro-varietà Jiangdong.
In generale, delle eventuali parti in rima nelle opere antiche in dialetto Wu possono aiutare a ricostruire la pronuncia antica alla pari di un rimario; per esempio, i tanci e i numerosi canti folk in dialetto Wu possono avere delle rime o quasi-rime, individuabili soprattutto attraverso l'osservazione delle chiavi di lettura. Per esempio, in un canto folk trascritto da Fan Yin, 鄉下女客, ci sono due versi con due sinogrammi aventi addirittura la stessa identica chiave di lettura: "滿頭珠翠, 都是銅鑞 // 松香扇璏, 假充蜜蠟.". Tuttavia, le opere letterarie rischiano di portare alla ricostruzione di una lingua Wu letteraria e non vernacolare, colloquiale e effettivamente parlata dalla popolazione.
A queste fonti, si può affiancare poi una trattazione del substrato Kra-Dai nei dialetti Wu per individuare e isolare il substrato.
Anche la pronuncia to-on usata in Giappone durante il periodo Kamakura conserva informazioni sulla pronuncia Wu durante il periodo Song.
L'ultima opera oggi messa parzialmente in discussione per ricostruire il pWu è il Qieyun insieme alla sua espansione, il Guangyun. Siccome i dialetti Wu contemporanei hanno un sistema fonologico largamente in linea con quello del primo cinese medio, la ricostruzione di questi due rimari può essere usata nella ricostruzione. Tuttavia, la lingua di questi rimari è una varietà letteraria artificiale non usata dalla popolazione. Se si prendono i rimari come primissimo punto di riferimento per una ricostruzione del pWu, non si ricostruisce una pronuncia vernacolare e effettiva. Dunque, i rimari possono essere usati a margine e/o per ampliare le possibilità di ricostruzione, ma non devono essere la base assoluta da cui parte la ricostruzione di una proto-lingua vernacolare che ha portato alla nascita di dialetti. Questa filosofia di ricostruzione delle proto-lingue dialettali è stata seguita da Anne Yue, Karen Huang e Georg Orlandi, che hanno ricostruito il sistema consonantico e vocalico del proto-Yue senza usare i rimari e consultando dati raccolti sul campo uniti talvolta ai dati attestati nelle opere ottocentesche di studiosi e missionari come il dizionario di cantonese di Robert Morrison (1815); queste ricostruzioni moderne sono in contrasto con le ricostruzioni classiche del proto-Yue (McCoy e Tsuji), che invece affiancano i dati sui dialetti raccolti sul campo ai rimari del primo cinese medio e tendono a non usare i dati attestati nelle opere ottocentesche. Infine, data un'identificazione dell'antico Jiangdong come una macro-varietà Wu e l'antica parlata di Jiankang/Nanchino come un dialetto Wu, una proto-fase della lingua Wu (pWu) risale a prima del primo cinese medio ed è collocabile tra il 333 a.C. e il 220 d.C., per cui il pWu sarebbe stato parlato fino grossomodo alla caduta della dinastia Han.
Ad ogni modo, l'intero sistema fonetico del Guangyun è stato ricostruito da Baxter (2011).

### Fonti sui dialetti Wu antichi
Non tutte le varietà Wu esatte sono indicate, ma sono reperibili da informazioni come: la provenienza dell'autore e dei genitori, le lingue conosciute dall'autore, i posti in cui ha vissuto o raccolto il materiale, il background dei personaggi o della storia/novella e studi filologici su ogni singola opera. Per esempio, Zhang Wei è nato e vissuto a Nanchang (Jiangxi), Liang Chengyu è nato a Kunshan (prefettura di Suzhou, nel Jiangsu), Feng Menglong è nato e vissuto gran parte della sua vita in quella che oggi è Suzhou, mentre Ling Mengchu è nato nell'odierna Zhili, nello Zhejiang. come anche Lu Renlong, nato a Qiantang (oggi Hangzhou, nello Zhejiang). Li Yu e Shen Qifeng sono nati nell'antica Wuxian (in passato faceva parte di Suzhou), Qian Decang è nato a Changzhou e Jiang Yinxiang è nato a Suzhou. Li Baojia è nato a Changzhou, ma ha scritto e vissuto a Shanghai nel tardo periodo Qing, in cui stava fiorendo la letteratura in vernacolare shanghainese, per cui usa uno dei due dialetti.
Il fatto che un autore sia anonimo e/o che abbia uno pseudonimo (e.g., Jinmu Sanren, Aina Jushi e Erchun Jushi) può complicare l'identificazione della specifica varietà Wu.
Anche il genere dell'opera in casi sporadici fornisce degli indizi sul dialetto: le opere teatrali del filone Nanxi, per esempio, erano tipicamente scritte in wenzhounese.
Gli anni in cui l'autore è vissuto e/o in cui l'opera è stata scritta e poi pubblicata danno ulteriori informazioni sul periodo in cui è collocato cronologicamente il dialetto Wu in cui scrive. Per esempio, le primissime opere sicuramente scritte negli antichi dialetti Wu sono del periodo Song e Yuan, altre ancora sono del periodo Ming mentre le più tarde sono del periodo Qing. Zhang Wei indica che le sue pronunce si riferiscono ai dialetti Wu dello Zhejiang e Jiangsu, ma in più è nato a Nanchang (Jiangxi), per cui potrebbe avere scritto qualcosa in questo dialetto.
Nei trattati di dialettologia pre-moderni gli stessi autori possono fornire direttamente molte altre informazioni.
| Nome | Autore                                                         | Anno composiz.                                                                                              | Varietà Wu                    |
| --- | -------------------------------------------------------------- | --- | ----------------------------- |
| Yuefu Shiji 乐府诗集 [compilata nel periodo Song]                                                                   | Guo Maoqing 郭茂倩                                             | 25-220 (Han occ.)                                                                                           | Pre-Wu? Proto-Wu?             |
| Glosse di Guo Pu | Guo Pu 郭璞                                                    | 276-324 | Jiangdong                     |
| Yinci Pian 音辭篇 e Shuzheng 書證 [due capitoli di "I precetti familiari del Signor Yan" (Yan Shi Jiaxun 顏氏家訓)] | Yan Zhitang 顏之推                                             | 589-600 | ?                             |
| La storia di Xue Rengui che attraversa il mare e riappacifica Liao 薛仁貴跨海征遼故事                               | ?                                                              | 907-1279 (Song)                                                                                             | Suzhounese                    |
| Liu Shu Gu 六書故                                                                                                   | Dan Tong 戴侗                                                  | 1200-1279                                                                                                   | Wenzhounese ["Yongjianese"]   |
| Tanci 弹词 | Autori vari                                                    | 1279-1368 (Yuan)                                                                                            | Dialetti Wu vari              |
| Opere teatrali Nanxi 南戏                                                                                           | Autori vari                                                    | 1279-1368 (Yuan)                                                                                            | Wenzhounese                   |
| Nancun Chuojilu 南村輟耕錄                                                                                          | Tao Zouyi 陶宗儀                                               | 1348-1358                                                                                                   | Dialetti Wu vari              |
| Bozhonglian (缽中蓮)                                                                                                | ?                                                              | 1368-1644 (Ming)                                                                                            | ?                             |
| Pronunce locali di varie aree 各地鄉音 [un capitolo del Wenqiji (問奇集)]                                           | Zhang Wei 張位                                                 | 1534-1605                                                                                                   | Zhejiang e Jiangsu; Nanchang? |
| Huanshaji (浣紗記)                                                                                                  | Liang Chenyu 梁辰魚                                            | 1567 (dopo il)?                                                                                             | Suzhounese?                   |
| Canti di montagna 山歌                                                                                              | Feng Menglong 冯梦龙                                           | 1574-1646                                                                                                   | Suzhounese                    |
| Sanyan 三言 | Feng Menglong 冯梦龙                                           | 1574-1646                                                                                                   | Suzhounese?                   |
| Mo Hanzhai Dingben Chuanqi (墨憨齋定本傳奇)                                                                         | Feng Menglong 冯梦龙                                           | 1628-1644                                                                                                   | Suzhounese?                   |
| Erpai (二拍) | Ling Mengchu 凌濛初                                            | 1628-1644                                                                                                   | (Zhili) Zhejiang?             |
| Xingshiyan (型世言)                                                                                                 | Lu Renlong 陸人龍                                              | 1628-1644                                                                                                   | (Hangzhou) Zhejiang?          |
| Guzhang Juechen (鼓掌絕塵)                                                                                          | Jinmu Sanren 金木散人                                          | 1631 | ?                             |
| Doupeng Kuaihua (豆棚闲话)                                                                                          | Aina Jushi 艾衲居士                                            | 1644-1912 (Qing)                                                                                            | ?                             |
| Qing Zhoupu (清忠谱)                                                                                                | Li Yu 李玉                                                     | 1660 | Suzhounese                    |
| Registro dei punti essenziali della lingua di Yue 越语肯綮录                                                        | Mao Qiling 毛奇龄                                              | 1687 (dopo il)?                                                                                             | Shaoxing                      |
| Yueyan Shi 越言释                                                                                                   | Ru Dunhe 茹敦和                                                | 1720-1791                                                                                                   | Shaoxing                      |
| Shenshi Sizhong (沈氏四種)                                                                                          | Shen Qifeng 沈起鳳                                             | 1741-dopo il 1796                                                                                           | Suzhounese?                   |
| Zhuibaiqiu (綴白裘)                                                                                                 | Qian Decang 錢德蒼                                             | 1763-1774                                                                                                   | Changzhounese?                |
| An English and Chinese Vocabulary in the Court Dialect                                                              | Samuel Wells Williams                                          | 1844 | Ningbohua                     |
| A Grammar of Colloquial Chinese: As Exhibited in the Shanghai Dialect                                               | Joseph Edkins                                                  | 1853 (1ª ed.) 1868 (2ª ed.)                                                                                 | Shanghainese                  |
| The Gospel of Saint John in the Chinese language according to the dialect of Shanghai                               | James Summers                                                  | 1853 | Shanghainese                  |
| A Collection of Phrases in the Shanghai Dialect Systematically Arranged                                             | John Macgowan                                                  | 1862 | Shanghainese                  |
| A Vocabulary of the Shanghai Dialect                                                                                | Joseph Edkins                                                  | 1869 | Shanghainese                  |
| First lessons in Chinese                                                                                            | Matthew Tyson Yates                                            | 1871 (1ª ed.) 1904 (2ª ed.) [altre ed.?]                                                                    | Shanghainese                  |
| He Dian (何典) | Zhang Nanzhuan 张南庄                                          | 1878 (o prima)                                                                                              | Shanghainese                  |
| 越谚 ("I detti di Yue") [terzo capitolo: Yinyi 音義]                                                                | Fan Yin 范寅                                                   | 1878 | Shaoxing                      |
| Sillabary of the Shanghai Vernacular                                                                                | Shanghai <Christian> Vernacular Society                        | 1891 | Shanghainese                  |
| Biografie in serie dei fiori sul mare (海上花列傳)                                                                  | Han Bangqing 韩邦庆                                            | 1894 | Suzhounese                    |
| "La tartaruga a nove code" (九尾龜)                                                                                 | Zhang Chunfan (张春帆)                                         | 1906 | Shanghainese                  |
| Haitian Hongxue Ji (海天鴻雪記)                                                                                     | Erchun Jushi 二春居士                                          | 1899-1904                                                                                                   | Yue (Zhejiang)?               |
| "La volpe a nove code" (九尾狐)                                                                                     | Menghua Guanzhu 梦花馆主 (pseudonimo di Jiang Yinxiang 江荫香) | 1910 | Suzhounese?                   |
| Guanchang Xianxing Ji (官場現形記)                                                                                  | Li Baojia 李寶嘉                                               | 1903 | Changzhounese? Shanghainese?  |
| Wuge Jiaji (吳哥甲集)                                                                                               | ?                                                              | (Qing) | ?                             |
| "Sogni magnifici a Shanghai" (海上繁華夢)                                                                           | Sun Jiazhen (孫家振)                                           | 1891-1898                                                                                                   | Shanghainese                  |
| An English-Chinese Vocabulary of the Shanghai Dialect                                                               | Shanghai Christian Vernacular Society                          | 1901 (1ª ed.) 1913 (2ª ed.)                                                                                 | Shanghainese                  |
| Lessons in the Shanghai Dialect [Leçons sur le dialecte de Chang-hai]                                               | Francis Lister Hawks Pott                                      | 1901 (1ª ed.) 1907 (2ª ed.) 1909 (3ª ed.) 1913 (4ª ed.) 1924 (5ª ed.) 1941 (6ª ed.) [+traduz.] [altre ed.?] | Shanghainese                  |
| Useful Phrases in the Shanghai Dialect                                                                              | Gilbert McIntosh                                               | 1908 (1ª ed.) 1934 (2ª ed.)                                                                                 | Shanghainese                  |
| Shanghai dialect exercises: in Romanized and character with key to pronunciation and English index                  | David Herbert Davis                                            | 1910 | Shanghainese                  |
| Conversational exercises in the Shanghai Dialect (滬語開路)                                                         | Frank Joseph Rawlinson, Jay William Crofoot                    | 1915 | Shanghainese                  |

### Parentesi sul Gedi Xiangyin
Weldon South Coblin ha trattato il Gedi Xiangyin, scritto da Zhang Wei nel tardo periodo Ming, in cui il mandarino medio (Guanhua medio) è attestato a livello di pronuncia nel dizionario di cinese-portoghese di Michele Ruggieri, Matteo Ricci e un cinese il cui nome europeizzato è Sebastiano Fernandez. In particolare, Coblin traslittera dal mandarino medio alcuni caratteri secondo la parlata Wu dello Zhejiang e Jiangsu usando l'IPA:
| Hanzi | Guanhua | Wu (Ming) |
| ----- | ------- | --------- |
| 打    | ta      | taŋ       |
| 解    | kiai    | kia       |
| 上    | ʂaŋ     | ʐaŋ       |
| 辰    | ʂin     | ʐin       |
| 婦    | fu      | vu        |
| 黃    | xuaŋ    | uaŋ       |
| 范    | fan     | van       |
| 縣    | xiɛn    | iɛn       |
| 豬    | tʂʯ     | tʂi       |

## Ricostruzione di Ballard (1969)
L'unica ricostruzione sistematica del pWu è stata effettuata da William Lewis Ballard nel 1969 e fa uso di 13 dialetti Wu comparati tra loro.
I dialetti sono: SZ (suzhounese), SHS (shanghainese), WX (Wuxi), WZ (Wenzhou), CS (Changshou), CZS (Changzhou), JH (Jinhua), SJ (Songjian), JD (Jiading), SX (Shaoxing), YK (Yongkang), WL (Wenling) e HM (Haimen). La -S finale in alcuni nomi deriva dalla sillaba "shì", "città" (市).
La sua ricostruzione fa uso comunque di un corpus di dati dialettologici contenuto; di contro, Weldon Colbin per ricostruire il proto-Hakka (2019) ne ha usati 27, tutti con caratteristiche rappresentative in modo tale da non aumentare inutilmente il numero di dialetti presi in considerazione. Inoltre, il corpus di dati usato da Ballard oggi è vetusto, siccome nei decenni immediatamente successivi sono stati prodotti molti altri studi sui dialetti Wu. In particolare, una vasta mole di dati proviene dal Language Atlas of China, pubblicato nel 1987 e 1989 e la cui seconda edizione è stata ripubblicata nel 2012: l'atlante linguistico della Cina tratta i dialetti Wu nella sezione B9 (Zhejiang, Shanghai e Jiangxi).
All'inizio del nuovo secolo, si collocano anche le prime pubblicazioni sul substrato Kra-Dai nel dialetto Wu, che Ballard non poteva conoscere. Inoltre, Ballard non fa uso delle fonti che attestano la pronuncia dello shanghainese ottocentesco, con cui si può ricollegare a una varietà più antica della lingua, né usa i dati linguistici della varietà tardo-ottocentesca del dialetto di Wenzhou attestata in "The four Gospels and Acts, in Wenchow". Infine, non ha fatto uso dei dati sui dialetti Wu nel periodo Ming, contenuti in particolare del Gedi Xiangyin o nei testi in Wu con delle eventuali parti in rima: una parte di questi materiali potrebbe fornire informazioni sulla pronuncia Wu vernacolare e letteraria del periodo Ming. Non sono inserite trattazioni dei rapporti tra il wenzhounese o pWu, il proto-Min e il Kra-Dai.
Il sistema di trascrizione Ballard è antiquato e fa uso di convenzioni ortografiche non seguite da lavori successivi sulla ricostruzione delle proto-lingue sinitiche (e.g., le ricostruzioni moderne del proto-Yue e proto-Hakka fanno un largo uso dell'alfabeto IPA, che è internazionale e comprensibile senza errori).
Il modello di fonologia diacronica e sincronica su cui la ricostruzione di Ballard è basata è indicato in "Aspects of Phonological Theory" di Paul Martin Postal (1968), con alcune modifiche.

### Consonanti iniziali
Le consonanti iniziali in pWu nel sistema di trascrizione Ballard, affiancate da un equivalente in IPA nel caso di grafie difficoltose e da una descrizione sommaria dei riflessi nei moderni dialetti Wu, sono:
| pWu          | Dialetti Wu |
| ------------ | --- |
| *ʔ-          | Lo stacco glottale a inizio sillaba resta preservato in pochi dialetti. L'iniziale *ʔu- in SJ muta in /vw/. |
| *b-          | Le iniziali labiali rimangono pressoché inalterate in ogni dialetto. |
| *p-          | Le iniziali labiali rimangono pressoché inalterate in ogni dialetto. L'unica eccezione è *p- > m- in YK. |
| *ph-         | Le iniziali labiali rimangono pressoché inalterate in ogni dialetto. |
| *d-          | Le iniziali dentali rimangono pressoché inalterate in ogni dialetto. |
| *t-          | Le iniziali dentali rimangono pressoché inalterate in ogni dialetto. L'unica eccezione è *t- > n- nei dialetti geograficamente prossimi all'YK, di cui però Libbard disponeva di pochi dati. |
| *th-         | Le iniziali dentali rimangono pressoché inalterate in ogni dialetto. |
| *g-          | Questo suono rimane pressoché inalterato in ogni dialetto; solo davanti a *i- e *y- si palatalizza, tranne in WL. |
| *k-          | Questo suono rimane pressoché inalterato in ogni dialetto; solo davanti a *i- e *y- si palatalizza, tranne in WL. |
| *kh-         | Questo suono rimane pressoché inalterato in ogni dialetto; solo davanti a *i- e *y- si palatalizza, tranne in WL. |
| *dz-         | Questo suono rimane pressoché inalterato in ogni dialetto; solo sporadicamente si palatalizza, specialmente nel dialetto HM e SX. Nel dialetto JH, si palatizza solo se seguito dalla semivocale *-y-. |
| *ts-         | Questo suono rimane pressoché inalterato in ogni dialetto; solo sporadicamente si palatalizza, specialmente nel dialetto HM e SX. Nel dialetto JH, si palatizza solo se seguito dalla semivocale *-y-. |
| *tsh-        | Questo suono rimane pressoché inalterato in ogni dialetto; solo sporadicamente si palatalizza, specialmente nel dialetto HM e SX. Nel dialetto JH, si palatizza solo se seguito dalla semivocale *-y-. |
| *dʐ- (*d͡ʑ-)  | Alcuni dialetti mostravano la presenza di riflessi retroflessi che erano ancora pronunciati dai parlanti anziani nella metà Novecento. Non è chiaro se tali riflessi derivino da un'influenza del cinese mandarino e dunque da una "mandarinizzazione" dei dialetti Wu, come ha registrato Wledon Coblin nei dialetti Hakka; Ballard non fa accenno esplicito a nessun substrato di dialetti del nord in pWu, magari in zone geografiche confinanti. Libbard ha ricostruito un suono palatale in quanto era già consapevole che in cinese antico (in riferimento presumibilmente al primo cinese medio se per "Ancient Chinese" intende il nome con cui lo chiamava Bernhard Karlgren nel suo "Compendium of Phonetics" del 1954) erano presenti anche suoni alveolari e retroflessi, effettivamente ricostruiti da vari autori incluso Baxter (2011); i suoni retroflessi, nei dialetti meridionali, hanno subito una convergenza per cui hanno perso la retroflessione già durante la fase di proto-lingua. In pWu, le retroflesse del primo cinese medio diventano suoni palatali (mentre in altri dialetti, diventano suoni alveolari). |
| *tç- (*t͡ɕ-)  | Alcuni dialetti mostravano la presenza di riflessi retroflessi che erano ancora pronunciati dai parlanti anziani nella metà Novecento. Non è chiaro se tali riflessi derivino da un'influenza del cinese mandarino e dunque da una "mandarinizzazione" dei dialetti Wu, come ha registrato Wledon Coblin nei dialetti Hakka; Ballard non fa accenno esplicito a nessun substrato di dialetti del nord in pWu, magari in zone geografiche confinanti. Libbard ha ricostruito un suono palatale in quanto era già consapevole che in cinese antico (in riferimento presumibilmente al primo cinese medio se per "Ancient Chinese" intende il nome con cui lo chiamava Bernhard Karlgren) erano presenti anche suoni alveolari e retroflessi, effettivamente ricostruiti da vari autori incluso Baxter (2011); i suoni retroflessi, nei dialetti meridionali, hanno subito una convergenza per cui hanno perso la retroflessione già durante la fase di proto-lingua. In pWu, le retroflesse del primo cinese medio diventano suoni palatali (mentre in altri dialetti, diventano suoni alveolari).                                            |
| *tçh (*t͡ɕʰ-) | Alcuni dialetti mostravano la presenza di riflessi retroflessi che erano ancora pronunciati dai parlanti anziani nella metà Novecento. Non è chiaro se tali riflessi derivino da un'influenza del cinese mandarino e dunque da una "mandarinizzazione" dei dialetti Wu, come ha registrato Wledon Coblin nei dialetti Hakka; Ballard non fa accenno esplicito a nessun substrato di dialetti del nord in pWu, magari in zone geografiche confinanti. Libbard ha ricostruito un suono palatale in quanto era già consapevole che in cinese antico (in riferimento presumibilmente al primo cinese medio se per "Ancient Chinese" intende il nome con cui lo chiamava Bernhard Karlgren) erano presenti anche suoni alveolari e retroflessi, effettivamente ricostruiti da vari autori incluso Baxter (2011); i suoni retroflessi, nei dialetti meridionali, hanno subito una convergenza per cui hanno perso la retroflessione già durante la fase di proto-lingua. In pWu, le retroflesse del primo cinese medio diventano suoni palatali (mentre in altri dialetti, diventano suoni alveolari).                                            |
| *s-          | La pronuncia nei vari dialetti è tendenzialmente conservativa. |
| *z-          | La pronuncia nei vari dialetti è tendenzialmente conservativa. |
| *ç- (*ɕ-)    | La pronuncia nei vari dialetti è tendenzialmente conservativa. |
| *ʑ-          | La pronuncia nei vari dialetti è tendenzialmente conservativa. |
| *f-          | Questo suono è poco diffuso nei vari dialetti Wu e non si sarebbe originato da un originale occlusivo/plosivo. In WZ, *f- > /x/ per velarizzazione. |
| *v-          | Questo suono è poco diffuso nei vari dialetti Wu e non si sarebbe originato da un originale suono occlusivo/plosivo. In WZ, *v- > /ɦ/ per debuccalizzazione. |
| *l-          | Questo suono è rimane pressoché inalterato in ogni dialetto tranne in WL, in cui si accompagna a un'aspirazione sonora, /lɦ/. |
| *m-          | Questo suono rimane pressoché inalterato in ogni dialetto tranne in WL, in cui si accompagna a un'aspirazione sonora, /mɦ/. |
| *n-          | Le iniziali dentali rimangono pressoché inalterate in ogni dialetto. La sillaba *ni si palatalizza in tutti i dialetti in /ɲi/ tranne in JH. |
| *ȵ- (*ɲ-)    | Questo suono rimane pressoché inalterato in ogni dialetto tranne in JH, in cui si spesso depalatalizza in /n/ e sporadicamente si trova come /ʑ/. In WZ e WL invece si accompagna a un'aspirazione sonora, /ɲɦ/. In alcuni dialetti, il suono muta completamente in /z/. |
| *ŋ-          | Questo suono rimane pressoché inalterato in ogni dialetto; in JH cade. Solo davanti a *i- e *y- si palatalizza (la versione palatalizzata in questo contesto viene conservata dal JH). Solo la sillaba *ŋu ha dei riflessi anomali nei vari dialetti, siccome la consonante iniziale tende a debuccalizzarsi in /ɦu/ (tranne in SZ) o a perdere la vocale *-u e dunque a ridursi in una sonante /ŋ̩/. Alla pari del proto-Yue e del proto-Hakka, le sonanti nascono dalla caduta dei nuclei vocalici originariamente presenti nella proto-lingua. In generale, qualora la pronuncia di una sillaba oscilli tra due pronunce di cui una più conservativa ma più tarda, la pronuncia conservativa deriva dal substrato letterario; qualora invece ci sia un'oscillazione ma la pronuncia conservativa è quella originale, la variante deriva dall'evoluzione della pronuncia conservativa nel linguaggio vernacolare e colloquiale. |
| *h-          | Questo suono in pWu probabilmente era un'aspirazione glottidale */h/ siccome in gran parte dei dialetti possiede un luogo di articolazione glottidale /h/ e non velare /x/. Rimane pressoché invariato in ogni dialetto tranne in SJ e WZ, in cui si labiodentalizza in /f/. |
| *ɦ-          | Questo suono in pWu probabilmente era un'aspirazione glottidale */ɦ/ siccome in tutti i dialetti possiede un luogo di articolazione glottidale /ɦ/ e non velare /ɣ/. Rimane pressoché invariato in ogni dialetto tranne in SJ e WZ, in cui si labiodentalizza in /v/; in JH cade completamente (aferesi). |

Siccome il pWu discende dal primo cinese medio e i dialetti Wu sono piuttosto conservativi nel sistema delle consonanti iniziali in quanto distinguono bene i suoni non aspirati sordi e sonori, l'inventario fonetico è largamente identico al sistema del Qieyun.
Alcuni dialetti Wu registrano la presenza di sonanti nasali e laterali, ma non tutti possiedono questi suoni, per cui Ballard non le ha ricostruite in pWu.

### Consonanti finali
Le consonanti finali in pWu sono:
| pWu | Dialetti Wu |
| --- | --- |
| *-n | La *-m, presente anche in proto-Hakka, proto-Yue e proto-Min, già in pWu ha subito una convergenza in *-n per dissimilazione. |
| *-ŋ | In shanghainese, talvolta cade per apocope e nasalizza la vocale precedente. Questo suono è già presente anche in pWu pure dove in primo cinese medio era presente *-n, siccome nelle ricostruzioni di proto-lingue in tali casi si va a maggioranza in base ai riflessi moderni. |
| *-t | In svariati dialetti, lo stop finale si lenisce e debuccalizza in uno stacco glottale -ʔ trascritto con la lettera -q. Rimane spesso preservata in JD, CZS e WX |
| *-k | In svariati dialetti, lo stop finale si lenisce e debuccalizza in uno stacco glottale -ʔ trascritto con la lettera -q. Rimane spesso preservata in WX, CZS e CS tranne in presenza della finale *-ok, *-iok: questa finale è sempre preservata in shanghainese.                   |

La *-p, presente anche in proto-Hakka, proto-Yue e proto-Min, già in pWu ha subito una convergenza in *-k o *-t o entrambi già in pWu per dissimilazione; laddove gli stop si leniscono, di conseguenza si ritrova come stacco glottale a fine sillaba, sempre trascritto con la lettera -q.
Le vocali nasalizzate in shanghainese sono un'elaborazione successiva, frutto della caduta della consonante nasale in coda di sillaba (apocope). Alcune sillabe colpite da nasalizzazione a volte hanno subito convergenze nei vari dialetti; i dialetti che invece non nasalizzano le vocali ritengono la coda di sillaba nasale e distinguono bene le vocali e dittonghi, pertanto sono dialetti Wu più conservativi.

### Sistema vocalico
Le vocali in pWu sono:
| pWu   | Dialetti Wu |
| ----- | --- |
| *a    | In sillabe aperte, rimane pressoché inalterata in tutti i dialetti, tranne in SZ, dove si posteriorizza in /ɑ/; in una variante del dialetto di SZ, detta SZ1 e contrapposta al SZ2, in più si arrotonda in /ɒ/. |
| *ɑ    | In sillabe aperte, in quasi tutti i dialetti muta in /o/, mentre in pochi dialetti (JH e YK) si dittonga in /wa/. |
| *e    | Non si trova mai da sola, ma in dittonghi e trittonghi. Quasi nessun dialetto preserva la *e in questi dittonghi e trittonghi e/o preserva il dittongo fedelmente; l'unico dialetto molto conservativo è lo YK, in cui semplicemente la *e si defonologizza e riduce in una schwa/vocale neutra /ə/.                                                       |
| *i    | In sillabe aperte, resta conservata in tutti i dialetti tranne in WZ, in cui si dittonga in -ei. Libbard non spiega il processo di dittongamento; una simile mutazione in proto-Yue viene ricondotta a un allungamento vocalico di una vocale in origine breve: da monomoraica, è diventata bimoraica. La vocale lunga si è poi fratturata in un dittongo. |
| *ɨ    | Si trova sempre e solo in sillabe aperte, per cui non è mai seguita da niente, e si trova solo in presenza di iniziali alveolari (indicate con la dicitura generica "TS"). Rimane conservata in tutti i dialetti, limitandosi a retroflettersi sporadicamente.                                                                                             |
| *y    | In svariati dialetti muta in una vocale neutra retroflessa. Si conserva in shanghainese, CS, JD e SX. |
| *o    | In sillabe aperte, resta conservata in svariati dialetti; in JH si dittonga in /wo/, mentre in WX e CZS perde l'arrotondamento delle labbra e, da vocale in origine arrotondata/procheila, si dittonga in /ɤɯ̯/. |
| *ɤ(C) | Si trova solo in sillabe chiuse da consonante e nel dittongo *ɤu (che comunque, con la semivocale -u, crea una sillaba chiusa) |
| *ɔC   | Si trova solo in sillabe chiuse (dove -C indica una qualunque consonante in coda di sillaba) |
| *ʌC   | Si trova solo in sillabe chiuse (dove -C indica una qualunque consonante in coda di sillaba) |
| *u    | In sillabe aperte, resta conserva in tutti i dialetti, ma di fronte a un'iniziale affricata qualunque TS- in SZ1 e WZ1 si dittonga in /əu̯/. |

A queste vocali, si aggiungono tre semivocali che creano dittonghi aperti e chiusi: *i- *y- e *u- (IPA /j/, /ɥ/, /w/). Le semivocali *-i e *-u inoltre possono trovarsi in chiusura di sillaba e formare dittonghi o trittonghi.
I dittonghi sono: *ia, *ie, *io, *ua, *uɑ, *uɤ, *yɤ, *uʌ, *yɑ, *uɔ, *ou, *ɑu, *au, *eu. Non tutte le combinazioni con le code di sillaba sono possibili.
I trittonghi sono: *uai, *uei, *yei, *iau, *ieu; non sono mai seguiti da una coda di sillaba.

### Toni
Il pWu è una lingua tonale; già entro il primo cinese medio era avvenuta la tonogenesi a seguito della caduta di antiche code di sillaba ancora preservate nel cinese degli Han orientali.
Il pWu ha 4 toni, che Libbard indica con i numeri romani: *I, *II, *III, *Stop. I toni a livello numerico corrispondono alle 4 categorie tonali del primo cinese medio letterario per come indicato nel Qieyun: nel Qieyun, il primo tono era piatto, il secondo era ascendente, il terzo era discendente e il quarto era detto "tono entrante" e semplicemente rimarcava come l'intonazione della vocale era breve e sfuggita a causa della presenza dello stop senza rilascio di suono udibile *-p, *-t, *-k (o uno stacco glottale in caso di lenizioni successive al pWu). Tuttavia, nella ricostruzione di Ballard, i 4 toni hanno un andamento diverso da quelli del cinese medio, a partire dalla sparizione del tono piatto, che probabilmente ha subito una convergenza con altri toni, e a una rimodulazione del tono entrante.
Il tono *I in pWu ha un'intonazione discendente.
Il tono *II in pWu ha un'intonazione leggermente ascendente.
Il tono *III in pWu ha un'intonazione decrescente e subito dopo crescente
Il tono *Stop (ovvero il tono entrante) in pWu ha un'intonazione breve e leggermente crescente, chiusa dai due stop superstiti *-t e *-k.
La pronuncia era suddivisa in due registri per ogni tono e la scelta di una pronuncia al posto di un'altra era indifferente siccome, secondo Libbard, è un caso di allotonia (cioè l'analogo dell'allofonia ma in contesto di modulazione tonale). In pWu, la modulazione tonale in base ai registri vocali è la seguente, tenendo conto che "5" indica il registro acuto e "1" il registro grave:
*I: 42 (oppure 31)
*II: 45 (oppure 23)
*III: 534 (oppure 213)
*Stop: 45 (oppure 23)
Ballard non parla dello split tonale tra registro acuto (yin) e registro grave (yang), per cui i 4 toni del primo cinese medio si sono sdoppiati in un sistema a 8 toni nei dialetti cinesi. Lo split tonale è stato ricostruito per il proto-Yue e per il proto-Hakka e nella fase proto-linguistica precedente (proto-Hakka-She).
Siccome i dialetti Wu contemporanei solitamente hanno 2 o 3 toni, nel periodo successivo al pWu alcuni toni hanno subito una convergenza tra loro, riducendo dunque il numero totale. Tuttavia, tutti i dialetti Wu in corrispondenza di uno stop senza rilascio o di uno stacco glottale a fine sillaba preservano il tono entrante.
La ricostruzione di Ballard dei toni in pWu si basa su una definizione di tono in base alle differenze di registro (pitch level) nella modulazione di una vocale e non sulla proposta di Paul Kratochvil di tenere in conto l'ampiezza (amplitude).

### Grammatica
I dialetti Wu hanno dei tratti grammaticali in comune, ereditati probabilmente dal pWu in quanto comuni. Tra essi si conta l'uso dei classificatori (inesistenti in cinese pre-classico) e l'ordine dei costituenti S-O-V, anche in presenza di costrutti ditransitivi (cioè con l'oggetti indiretto) e in presenza di pronomi personali.